# Sidi Yahya Zaer
Sidi Yahya Zaer  (in arabo سيدي يحيى زعير‎?) è un centro abitato e comune rurale del Marocco situato nella prefettura di Skhirate-Témara, regione di Rabat-Salé-Kénitra. Conta una popolazione di 57 790 abitanti (censimento 2014).